# Burg Hauenstein (Steiermark)
Die Burgruine Hauenstein, auch Hanstein und im Volksmund auch Pflegerschloss genannt, ist die Ruine einer Höhenburg auf einem Ausläufer der Gleinalpe im Nordosten der österreichischen Gemeinde Kainach bei Voitsberg in der Weststeiermark. Die Geschichte der Burg reicht bis zum Ende des 12. Jahrhunderts oder dem Beginn des 13. Jahrhunderts zurück, als sie von den Landesfürsten zum Schutz des Handelsweges vom Kainachtal über die Gleinalpe ins obere Murtal errichtet wurde. Vom 13. bis zum Beginn des 15. Jahrhunderts saßen die vermutlich namensgebenden Hanauer auf der Burg, ehe es in den folgenden Jahrhunderten zu häufigen Besitzerwechseln kam. Die Burganlage verlor im 15. und 16. Jahrhundert zusammen mit dem Handelsweg, an dem sie lag, zunehmend an Bedeutung und es gab auch keine zugehörigen Untertanen oder Einkünfte mehr. Ein Brand am Ende des 16. oder zu Beginn des 17. Jahrhunderts führte schließlich vermutlich zur Aufgabe der Burg. Seit 1982 finden Instandhaltungs- und Sicherungsmaßnahmen statt, welche auch von archäologischen Grabungen begleitet wurden.
Die Burg selbst wurde in zwei oder drei Bauphasen errichtet und behielt dabei ihren gotischen Charakter.

## Namensherkunft
Für die Herkunft der Namen Hauenstein und Hanstein gibt es mehrere Erklärungsversuche. Laut Ernst Reinhold Lasnik leitet sich der Name wahrscheinlich von den ursprünglichen Erbauern oder Besitzern, also der Adelsfamilie der Hanauer ab. Der Name lässt sich aber auch als Burg am behauenen Stein deuten. Eher unwahrscheinlich ist eine Ableitung vom althochdeutschen Personennamen Hûn oder Hûni oder dem mittelhochdeutschen hanen für Hahn.

## Standort
Die Burg befindet sich im nordöstlichen Teil der Gemeinde Kainach bei Voitsberg, im Norden der Katastralgemeinde Gallmannsegg auf einer schmalen, nach Westen, Osten und Süden hin steil abfallenden, felsigen und bewaldeten Rückfallkuppe. Diese ist der letzte Ausläufer eines vom Brendlstall auf der Gleinalpe nach Süden streichenden Rückens und erhebt sich etwa 200 Meter über das Tal der Kainach. Das Burgplateau selbst befindet sich auf einer Seehöhe von etwa 952 m ü. A. Im Westen und Süden wird das Plateau von der Kainach und im Osten vom Siebbrunnenbach begrenzt. Der Burgzugang erfolgte von Norden über eine schmale Verbindung zum Hinterland, welche zudem durch einen künstlich angelegten Halsgraben mit vermuteter Zugbrücke geschützt wurde. Nach dem Graben verläuft der Zugang zur Burg westlich an dieser und dem Siebbrunnenbach vorbei. Die Burg lag an der alten Handelsstraße vom Kainachtal über den Gleinalmsattel ins obere Murtal und nach Knittelfeld.
Nördlich der Burg befindet sich mit dem Haus Pfleger ein Anwesen, welches aus einem Jägerhaus, einem Stallgebäude sowie einem Brunnen und einer hölzernen Kapelle besteht und vermutlich auf einen Meierhof der Burg zurückgeht. Vom Anwesen führt ein Saumpfad zur Burgruine und es gibt auch einen alten, teilweise in den Fels gehauenen Weg.

## Geschichte

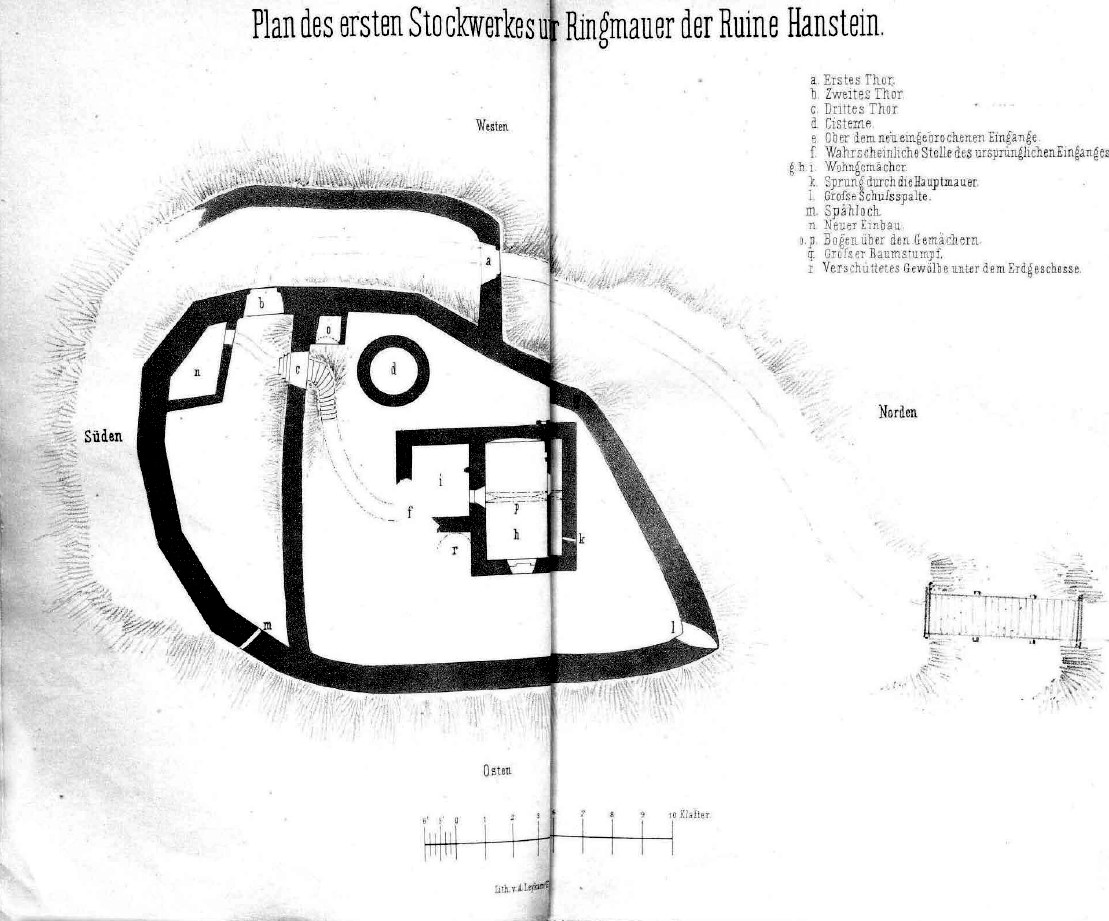
Grundriss der Burg Hauenstein von Josef von Scheiger in Mitteilungen des Historischen Vereins für Steiermark, 1868

### Errichtung und frühe Geschichte der Burg, Besitzverhältnisse
Die Quellenlage über die Burg Hauenstein ist spärlich, vor allem für die frühe Geschichte. Die Gegend, in der die spätere Burg erbaut wurde, gehörte vermutlich ursprünglich den Eppensteinern und kam von diesen an die Babenberger, welche die steirischen Landesfürsten stellten. Der erste urkundliche Nachweis eines Burgherren stammt aus dem Jahr 1222 und nennt einen Wulfing von Hanau bzw. von Hannŏwe als landesfürstlichen Lehensträger von Hauenstein. Diese Erwähnung lässt auf eine Errichtung der Burganlage zum Schutz des vom Kainachtal über den Gleinalmsattel in das obere Murtal führenden Handelsweges durch die Landesfürsten am Ende des 12. Jahrhunderts oder zu Beginn des 13. Jahrhunderts schließen.
Das Geschlecht der Hanauer selbst stammte vermutlich aus dem heutigen Deutschland. Wulfing folgten 1243 seine Söhne Konrad und die 1245 genannten Walter und Wulfing als Burgherren im vermutlich gemeinsamen Besitz nach. Herzog Albrecht I. ernannte Wulfing 1292 zum Schlosshauptmann auf dem Grazer Schloßberg. Nach Wulfings Tod kam Hauenstein an seine Witwe Alhaidis sowie an seine Söhne Friedrich, Weygant und Otto. Als Lohn für Wulfings Treue erhielten seine Söhne zudem die Herrschaft Obervoitsberg verliehen. Otto von Hanau vereinigte schließlich den gesamten Hanauer Besitz in seiner Hand und hinterließ Hauenstein 1334 seinem Sohn Wolfhart. Wolfharts Söhne Otto und Walter sowie seine zwei Neffen Friedrich und Jörg verzichteten am 17. Dezember 1376 gegenüber Herzog Albrecht III. auf die Feste Hannstain, da sie ihnen eigentümlich erschien. Der Herzog verlieh ihnen diese aber am 17. September 1378 wieder als Lehen, so dass die Hanauer selbst nicht mehr dort saßen, sondern Hauenstein von einem kleinen Rittergeschlecht als Burggrafen verwalten ließen. Nach Walter von Hanau ging das Anwesen an dessen Sohn Friedrich sowie seinen Neffen Jörg, welche im Jahr 1401 das Karmeliterkloster in Voitsberg gründeten. Friedrich kämpfte in der Walseer Fehde gegen Herzog Ernst den Eisernen, wurde deshalb 1409 gefangen genommen und starb an den Folgen der zweijährigen harten Haft im Jahr 1413.
Nach dem Tode Friedrichs 1413 folgte ihm sein Schwiegersohn Hans von Laun als Burgherr von Hauenstein nach, welcher sich 1414 im Gefolge des Landesfürsten Herzog Ernst des Eisernen bei dessen Pilgerfahrt ins Heilige Land und nach Jerusalem befand. Hans und seine Frau Grüna gelten als weitere Gründer und auch als Erbauer des Voitsberger Karmeliterklosters. Am 16. November 1443 wurde Hans von Laun mit der Veste Haunstein sowie den dazugehörigen Almgebieten und Fischrechten in der Kainach belehnt. Hans Laun, der in zweiter Ehe mit Dorothea Lembacher verheiratet war, befand sich auch 1446 unter den Rittern im Aufgebot gegen Ungarn. Über Launs Tochter oder Nichte Margarethe kam die Burg am 20. Juli 1458 an seinen Schwiegersohn Andreas von Greißenegg. Spätestens seit dem Jahr 1463 ist belegt, dass Hauenstein über einen eigenen Burgfrieden verfügte. Andreas von Greißenegg und das Stift St. Lambrecht fochten 1469 einen Streit über die Besitzrechte an einer zu Hauenstein gehörigen Alm sowie den Fischrechten in der Kainach aus, welcher aber zugunsten des Greißeneggers ausgegangen sein dürfte, da das Hansteiner Urbar von 1468 diese Gebiete erwähnt. Weil Greißenegger an der Baumkircherfehde gegen Kaiser Friedrich III. beteiligt war, wurde er im Jahr 1471 in Graz hingerichtet und all seine Besitzungen, darunter auch Hauenstein, vom Kaiser eingezogen. Dieser verlieh es an Wilhelm von Saurau, welcher damals Verweser der Steiermark war und der im kaiserlichen Auftrag 1478 Hans Gutensteiner als Pfleger einsetzte. Im Jahr 1479 gehörte das Lehen Jörg oder Georg von Hollenegg und nachdem dieser 1480 von Kainacher Bauern erschlagen worden war, ging es 1480 oder 1482 an Andrä Peuerl. Nach Peuerl verpfändete Kaiser Friedrich III. Hauenstein am 26. Juni 1483 an das Stift St. Lambrecht, welches Ekhart Muttmann als Verwalter einsetzte. Im Jahr 1515 wurde die Burg bereits als baufällig bezeichnet, und es wurde erwähnt, dass zu ihr weder Untertanen noch eine Gült, also ein Einkommen aus dem Herrschaftsbesitz, gehörten.

### Bedeutungsverlust im 15. und 16. Jahrhundert
Obwohl Hauenstein im 15. und 16. Jahrhundert durch den Ausbau der Befestigungen von Voitsberg sowie der Burgen Krems und Neu-Leonroth seine strategische Bedeutung verlor, kam ihm aufgrund seiner mit ihm verbundenen Almgebiete wie der 1574 erwähnten Pister oder Pistor und der Albm im Schrott noch immer eine gewisse Bedeutung zu. Eine versuchte Übertragung der Burg an die Kainacher scheiterte im Jahr 1522. Nach zwei in den Jahren 1548 und 1549 erfolgten landesfürstlichen Aufforderungen durch Ferdinand I. konnte das Stift St. Lambrecht nicht nachweisen, dass es im Besitz der Anlage war, weshalb es 1551 beauftragt wurde, Hauenstein an Christof Resch, in Vertretung des Landesfürsten, zu übergeben. Von Resch wurde das Gut an Helferich von Kainach überantwortet. Nach der Aushändigung an Resch verlangte das Stift St. Lambrecht die Erstattung der bisher von ihnen gezahlten Burghut und Sigmund Kogler, der Abt des Stiftes, wandte sich mit der Bitte an den Kaiser Ferdinand I., die Burg nicht an den Kainacher zu vergeben, mit dem das Stift im Streit lag. Es verzichtete auch auf die geforderte Rückzahlung und zahlte einen Betrag für die Weiterverlehnung von Hauenstein an St. Lambrecht. Es kam aber zu einer Beilegung des Streites zwischen den Kainacher und St. Lambrecht und das Stift stimmte 1552 zu, die Burg gegen eine Gebühr an Helferich von Kainach abzutreten. Es kam allerdings nie zu einer Übergabe, da Helferich nicht in der Lage war, die Gebühr zu bezahlen. Ferdinand I. unternahm 1557 einen erfolglosen Versuch, die Burg einzuziehen. Der Verwalter der Herrschaft Piber, Hans Stübich, pachtete ab 1575 die als öde und verlassen bezeichnete Anlage des Geslos Haustein. Zumindest im Jahr 1586 traten auch die Bürger von Judenburg als Pächter auf, welche einen Pachtschilling von elf Gulden zahlten und eine Burgbesatzung zum Schutz der am Handelsweg verkehrenden Säumer unterhielten. Nach den Judenburger Bürgern ging die Pacht wieder an Hans Stübich über. Fridrich Sigmund von Herberstein folgte um 1598 Stübich als Pächter nach und um 1610 wurde Hauenstein wieder unter die Verwaltung des Stiftes St. Lambrecht gestellt. In der Zeit von 1623 bis 1625 oder bis um 1628 hatte Georg Stürgkh, der Besitzer des Storchenschlössels, Hauenstein und die dazugehörigen Almen gepachtet, ehe es vom Stift St. Lambrecht eingezogen und von der Herrschaft Piber aus verwaltet wurde. Christof Freiherr zu Kainach war um 1639 im Besitz der Burg und verweigerte den Untertanen der Herrschaften Obervoitsberg und Piber die von ihnen gewohnte Nutzung der Almgebiete und Fischweiden.

### Aufgabe der Burg und neuzeitliche Grabungen
Wann genau die Burg aufgegeben und dem Verfall überlassen wurde, ist nicht bekannt. Obwohl sie bereits 1575 als öde und verlassen bezeichnet wurde, lassen archäologische Funde auf eine Aufgabe der Burg am Ende des 16. oder zu Beginn des 17. Jahrhunderts nach einem Brand des Wohnturmes schließen. Eine erste genaue Beschreibung der verfallenen Burg wurde 1868 von Josef von Scheiger veröffentlicht. Ab 1982 fanden in Zusammenarbeit mit dem Bundesdenkmalamt und unter der Leitung von Ernst Reinhold Lasnik archäologische Grabungs- und Sicherungsarbeiten statt, bei denen zahlreiche, vor allem aus dem Spätmittelalter stammende Funde gemacht wurden. Daneben finden seither auch Renovierungs- und Bauforschungsmaßnahmen an der Ruine statt. Von Juni 1999 bis 2008 wurden unter der Aufsicht von Bernhard Hebert Grabungen im Innenraum des mit einer ein bis zwei Meter dicken Schuttschicht verfüllten Wohnturmes durchgeführt. Die dabei gemachten Funde sprechen für ein Feuer, bei dem die hölzernen Zwischendecken einstürzten und das gesamte im Turm befindliche Inventar wie Keramiken und Werkzeuge unter sich begruben. Die Fundsituation ließ darauf schließen, dass die Burg bis zum Brand zumindest noch Inventar hatte und es nach dem Feuer zu keinen Aufräumarbeiten kam. Einige größere Löcher, welche die Mauern instabil machten, stammten von Schatzgräbern. Die zahlreichen Funde aus dem 15. und 16. Jahrhundert scheinen teilweise auch den archivalischen Quellen zu widersprechen, welche die Burg im 16. Jahrhundert als öde und verfallen bezeichneten. Im Zuge der Sicherungsarbeiten wurden unter anderem alle vier teilweise eingestürzten Außenmauern des Turmhauses sowie die Mittelmauer im Turminneren wiederhergestellt sowie mehrere Ausbrüche in der Ring- und Stützmauer wieder verschlossen. Auch der Aborterker an der Westseite des Turmes wurde wiederhergestellt. Die Ruine befindet sich seit dem 20. Jahrhundert im Besitz der Österreichischen Bundesforste.

## Beschreibung

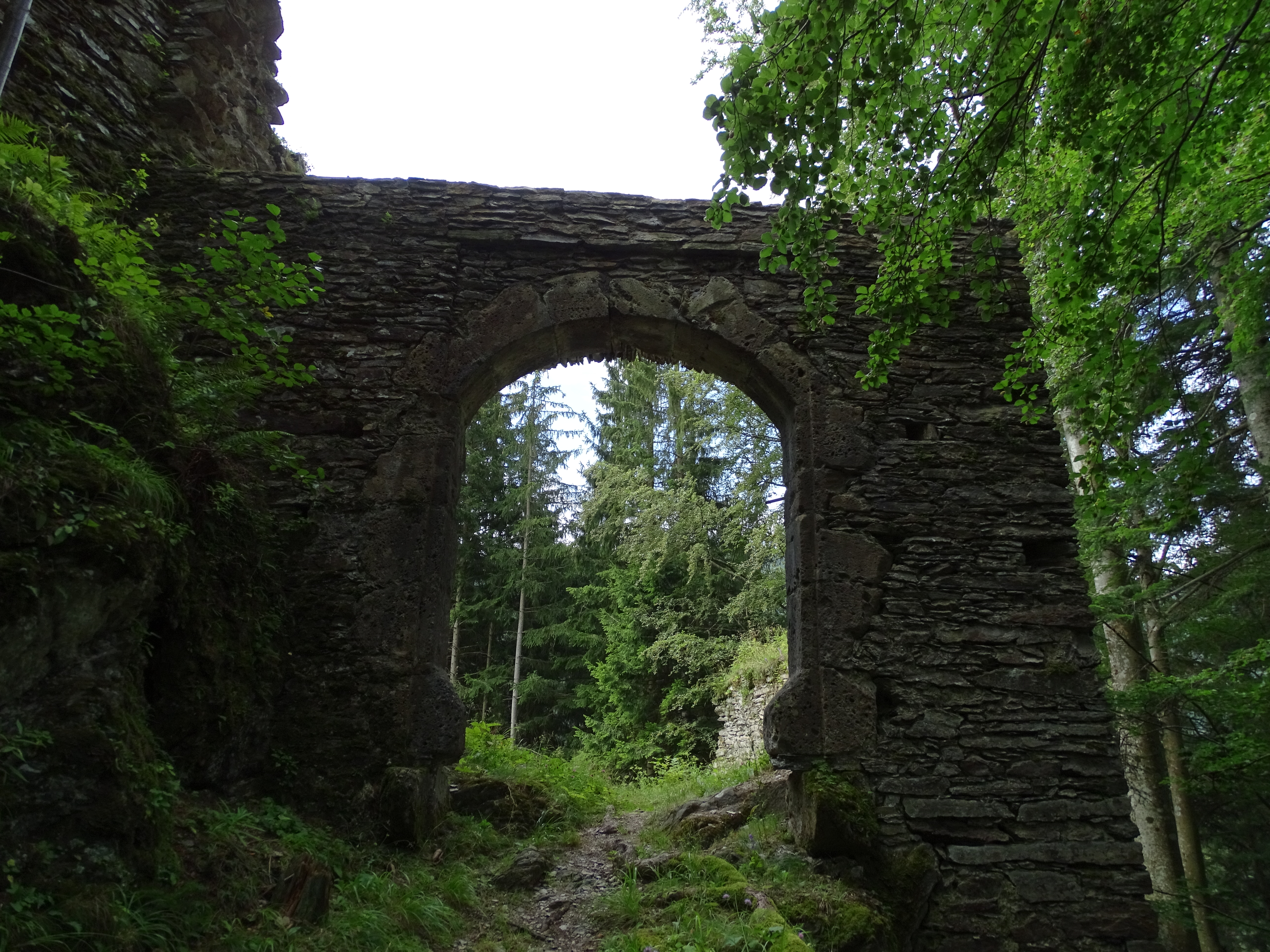
Blick von Norden kommend auf den Zugang zum Zwinger

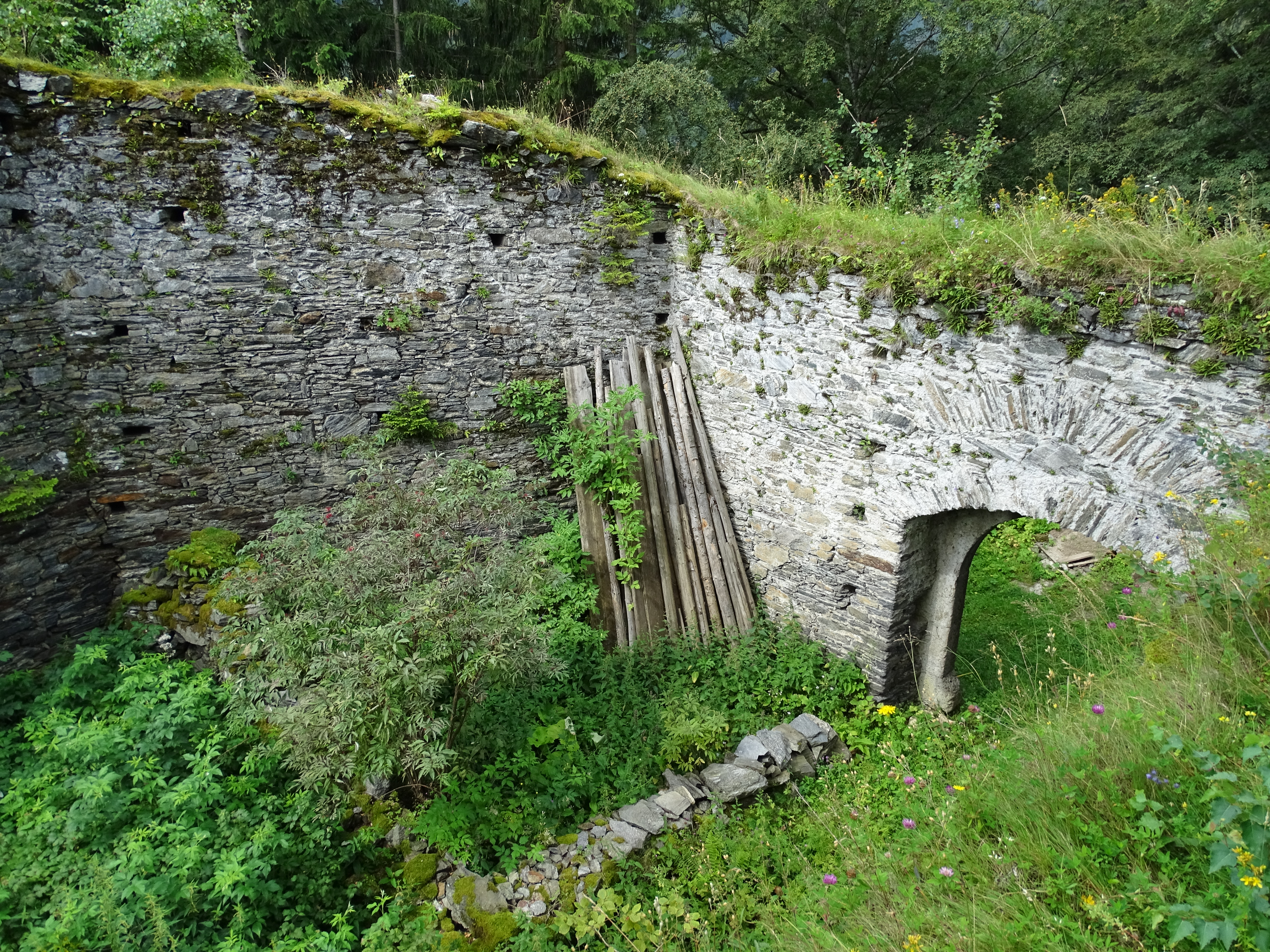
Blick vom oberen in den unteren Burghof mit den Fundamentresten des Einbaues

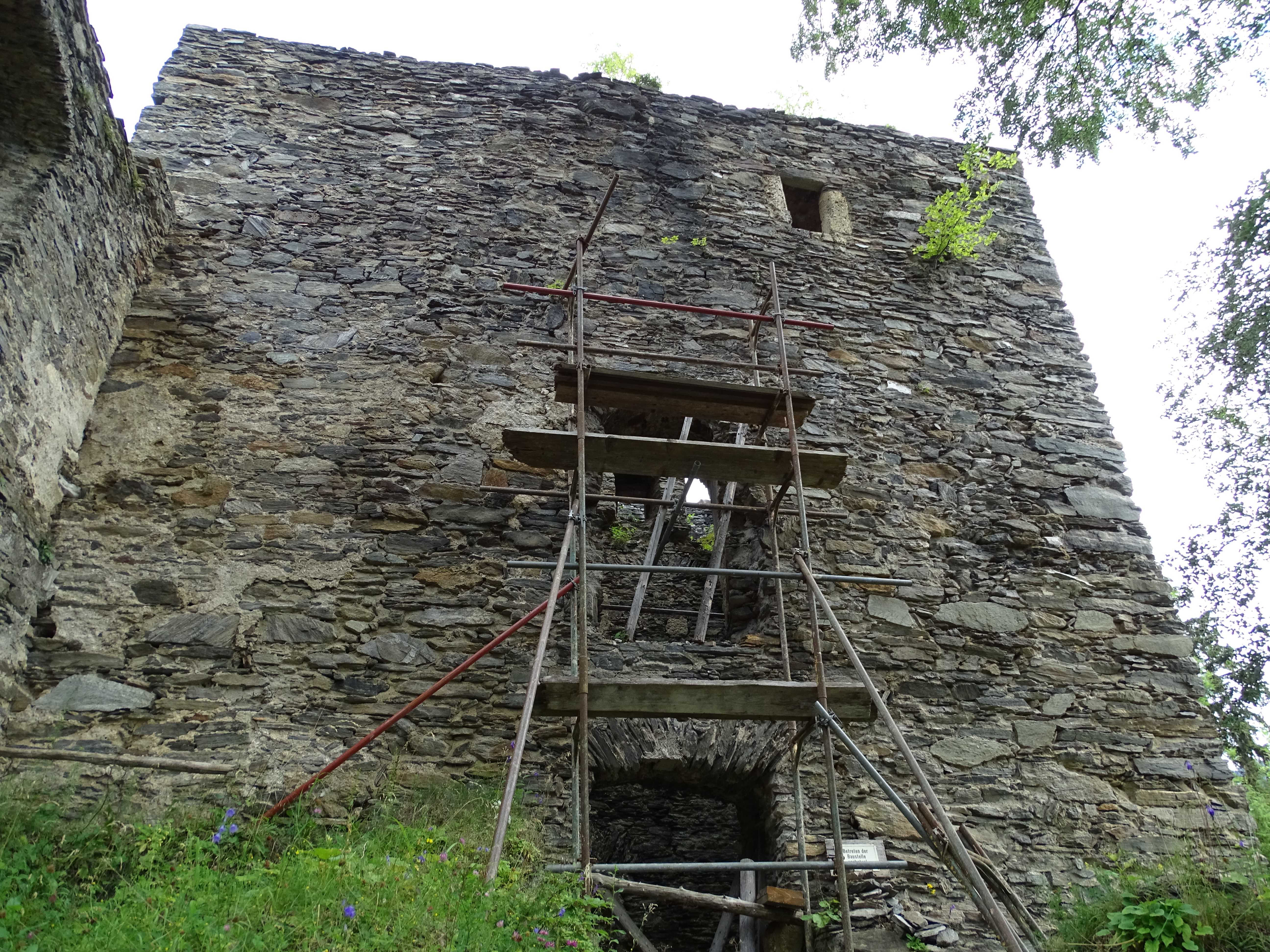
Blick von Süden auf den Wohnturm

### Burganlage
Die Burg Hauenstein wurde zumindest in zwei klar voneinander unterscheidbaren Phasen errichtet und ausgebaut, eine dritte Bauphase ist aber möglich. Bei der Burg handelt es sich um eine beispielhafte gotische Turmburg, welche aufgrund ihrer frühen Aufgabe weitgehend ihr ursprüngliches Aussehen erhalten hat. Das Burgareal hat eine Abmessung von etwa 55 mal 40 Metern. Der Zugang zum eigentlichen Burgareal erfolgt von Norden und wird von einem mächtigen, in den Felsen geschlagenen Halsgraben geschützt, der ursprünglich möglicherweise von einer Zugbrücke überspannt wurde. Heute führt eine neuzeitliche Holzbrücke darüber. Josef von Scheiger erwähnte 1868, dass es keine erkennbaren Spuren eines Torhauses gäbe und auch die Entfernung des Grabens zum eigentlichen Burgareal gegen eine Zugbrücke spräche. Die Ausrichtung einer der zwei Schießscharten der Burg spricht aber dafür, dass der alte Burgweg denselben Verlauf wie der neuzeitliche Zugang hatte. Nach dem Halsgraben verläuft der Zugang westlich an der Burg vorbei, so dass er von der Ringmauer, welche an das Gelände angepasst die gesamte Anlage umzieht, aus überwacht werden konnte. Die Ringmauer besteht aus einem lagerhaften Bruchsteinmauerwerk, welches auf das 13. Jahrhundert datiert werden kann, und bildet an der nördlichen Ecke des oberen Burghofes einen spitzen Winkel mit einer Schießscharte, von der man den Burgzugang im Blick hat. Ursprünglich verlief entlang der Mauer ein hölzerner Wehrgang. Vom Zugang gelangt man durch ein flachbogiges Tor mit Muschelkalkgewände in den sichelförmigen Zwinger der Burg, dessen ehemalige Mauer im Süden heute nur mehr als Geländestufe erkennbar ist. Im Osten des Zwingers führt ein mit Werksteinen gefasstes rundbogiges Tor in den unteren Burghof. In diesem Burghof kann man die Fundamentreste eines im 15. Jahrhundert oder danach erfolgten Einbaues erkennen. Von einer Schießscharte im östlichen Teil des unteren Burghofes hatte man den unterhalb der Burg vorbeiführenden Weg im Blick. Der untere Burghof ist im Norden durch eine zweistufige Futtermauer vom oberen Burghof mit dem Wohnturm getrennt. Durch die Futtermauer führen ein rundbogiges Tor und eine anschließende Felsenstiege vom unteren zum oberen Burghof. Nach dem Tor in der Futtermauer befindet sich links die in den Felsen gehauene Zisterne der Burg.

### Wohnturm
Der frei im oberen Burghof stehende, drei- oder viergeschoßige spätromanische-frühgotische Wohnturm überragt den unteren Burghof um rund sieben Meter und hat einen nahezu quadratischen Grundriss mit einer Seitenlänge von je 9,9 und 10,5 Metern. Er besteht aus dem gleichen lagerhaften Bruchsteinmauerwerk wie die Ringmauer, was gleichfalls auf eine Errichtung im 13. Jahrhundert schließen lässt. Der Zugang zum Turm erfolgte von Süden her. An der westlichen Außenmauer befindet sich ein Erker, der als Abort diente. Das Turminnere wurde vermutlich im 15. Jahrhundert durch eine von West nach Ost verlaufende Mittelmauer in zwei Räume geteilt, wobei der südliche Raum durch eine weitere Trennmauer nochmals unterteilt wurde. Diese Trennmauer ist durch eine Baufuge mit der Mittelmauer verbunden und mit dem Eingang zum Wohnturm verzahnt. Der westliche der beiden kleineren Räume ist eingewölbt. Alle eingefügten Zwischenwände sind nicht mit den Außenwänden des Wohnturmes verbunden. An der Mittelmauer führen zwei offene Kamine, davon einer mit einer Sandsteineinfassung, hoch und bei Grabungen wurde Reste von spätgotischen Kachelöfen gefunden. Die Mittelmauer wird im Erd- und ersten Obergeschoß von spitzbogigen Verbindungspforten mit steinerner Laibung durchbrochen. Im Erdgeschoß findet man an der Trennmauer des südlichen Raumes noch Reste der aus Werkstein gefertigten spätgotischen Gewände einer Verbindungstür.
Der südliche Raum des Erdgeschoßes war vermutlich unterkellert, da man bei Grabungsarbeiten deutlich unter das Bodenniveau des anschließenden, nördlichen Raumes graben konnte, ohne auf Grund zu stoßen. Weiters lassen die Funde von Küchengeräten und Tierknochen auf eine Nutzung als Vorratsraum schließen. Eine zweiteilige gotische Öffnung mit flachem Spitzbogen und Mittelsäule wurde zu einem späteren Zeitpunkt vermauert. Im ersten Obergeschoß fand man noch sichtbare Reste der gotischen Burgkapelle und die Kragsteine an der östlichen Außenmauer trugen vermutlich die vorspringende Apsis. Die mit Werkstein gefassten gotischen Rechteckfenster des Wohnturmes sitzen in mit Seitensitzen versehenen Flach- und Spitzbogennischen. Südlich des Turmes wurde nachträglich, vermutlich zur gleichen Zeit wie die Bogenöffnungen im Turminneren vermauert wurden, ein nicht mit ihm verbundener Anbau errichtet. Beim Anbau hat sich eine mit Seitensitzen versehene Flachbogennische mit einem spätgotischen Rechteckfenster erhalten.

## Rezeption

### Sagen und Erzählungen
Um die Burg Hauenstein ranken sich mehrere Sagen. Beim Bau der Burg wurden laut einer der Sagen alle Bauern der Umgebung eingeladen, mit ihren Fuhrwerken zu helfen. Nach der Fertigstellung der Burg fand eine Feier statt, von der kein einziger Bauer zurückkehrte. Auf der Burg soll außerdem ein großer Mann gewohnt haben, der sich mit einem großen Schwert verteidigte und deshalb unbesiegbar war. Man lud ihn zu einer Feier auf der Burg Krems ein, wo er ungerüstet und ohne Schwert erschien, so dass man ihn gefangen nahm und in Graz köpfte. Der Volksmund könnte hier die Person des Andreas Baumkircher, der von großem Wuchs gewesen sein soll, mit der Burg Hauenstein in Verbindung gebracht haben.
Durch einen geheimen unterirdischen Gang soll Hauenstein mit der Burg Klingenstein bei Salla verbunden sein. Das scheint aber schon aufgrund der mehr als 12 Kilometer Entfernung der beiden Anlagen unmöglich zu sein. Ein weiterer Geheimgang soll unter dem alten Friedhof, welcher unterhalb der Burg auf einer Wiese beim Schlögelgraben lag und wo bei Wegbauarbeiten Knochen gefunden wurden, hindurch zum so genannten Stiedlkreuz führen. Eine weitere Sage berichtet von einem Bauernmädchen, welches seine Schafe vor der Ruine grasen ließ, als plötzlich eine altertümlich gekleidete Frau durch das Burgtor herauskam. Die Frau bot dem Mädchen Nüsse an, welche sie in ihrer Schürze trug. Das Mädchen nahm das Geschenk aber vor lauter Furcht nicht an und versteckte sich, woraufhin die Frau zu jammern begann. Sie klagte, dass sie erlöst worden wäre, wenn das Mädchen die Nüsse angenommen hätte und dass diese sich in Gold verwandelt hätten. Daraufhin verschwand die Frau weinend und klagend, dass sie nun wieder hunderte Jahre warten müsse, bis ein tapferes Mädchen sie in der Ruine erlösen würde. Laut einer weiteren Sage soll bei der Hankersäge, einem Sägewerk am Oswaldbach, im klaren Wasser ein silbern glänzender Fisch leben. Im Körper des Fisches befindet sich ein Silberring, der es dessen Träger ermöglichen soll, einen Schatz in der Ruine Hauenstein zu finden. Eine andere Sage berichtet ebenfalls von einem Schatz auf der Burg. Dieser soll dort von Voitsberger Rittern während einer Kriegsnot vergraben worden sein. Die Burg verfiel, und es begannen Bäume und Sträucher in der Ruine zu wachsen, darunter auch eine Buche. Der Sage nach soll das erste Kind, das in die Wiege hineingelegt wird, welche aus dem Holz jener Buche gefertigt wurde, in der Lage sein, den Schatz der Ritter zu heben.
Um die Ruine ranken sich auch Spukgeschichten. So soll man bei Nacht in den verfallenen Mauern einem schwarzen Hund sowie einem Männlein mit roter Kappe begegnen.

### Wappen

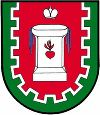
Das Wappen der ehemaligen Gemeinde Gallmannsegg. Die grüne Zinnenleiste verweist auf die Burg Hauenstein

Das am 8. November 1999 verliehene und von Heinrich  Purkarthofer entworfene Gemeindewappen der bis 2014 eigenständigen Gemeinde Gallmannsegg nimmt unter anderem auf die Burg Hauenstein Bezug. Die Blasonierung lautet: „In rotem Schild mit einem durch eine silberne Zinnenleiste an den Flanken und im Schildfuß gesäumten grünen Bord ein mit einem roten flammenden Herzen belegter silberner Brunnstein mit seitlich abfließendem Wasser, überhöht von einer barocken silbernen Krone.“ Die silberne Zinnenleiste und das grüne Bord verweisen dabei auf die im Wald gelegene Burg.